# Thomas Körner
Pour les articles homonymes, voir Körner.
Thomas Körner, qui signe ses œuvres ©TOM, (né en 1960 à Säckingen) est un auteur de bande dessinée allemand. Il est surtout connu pour son comic strip Touché, publié depuis 1991 dans Die Tageszeitung.

## Distinction
- 2000 : Prix Max et Moritz du meilleur comic strip allemand pour Touché